# Hillsboro, Illinois
Hillsboro är en stad (city) i Montgomery County, i delstaten Illinois, USA. Enligt United States Census Bureau har staden en folkmängd på 6 167 invånare (2011) och en landarea på 17 km². Hillsboro är huvudort i Montgomery County.